# Dik-dik-de-ugogo
O dik-dik-de-ugogo (Madoqua damarensis) é uma espécie de pequenos antílopes encontrada na Tanzânia. Recentemente a espécie foi separada do dik-dik-de-kirk (Madoqua kirkii).